# 織田碧葉
織田 碧葉（おだ あおば、2011年9月9日 - ）は、日本の男性声優。埼玉県出身。プロダクション・エース所属。

## 経歴
キッズ声優養成所YOUボイス所属後にプロダクション・エース所属。

## 人物
趣味はルービックキューブ、英会話、猫と遊ぶ。特技はドラム、鉄棒、ことわざ。資格は英語検定4級、漢字検定5級。

## 出演作品

### テレビアニメ
- ダークギャザリング（2023年、少年霊）
- 戦隊大失格（2024年、子供の声）

### 劇場アニメ
- 窓際のトットちゃん（2023年、天寺和男）

### 吹き替え

#### 映画
- アバター:ウェイ・オブ・ウォーター
- アフター -壊れる絆-（スミス・ヴァンス〈マックス・ラゴーネ〉）
- クレーターをめざして（幼いケイレブ）
- スケーターガール
- ブラックパンサー/ワカンダ・フォーエバー（トゥーサン〈ディヴァイン・ラブ・コナドゥ＝サン〉）
- レスキュー

#### ドラマ
- ある告発の解剖
- オビ＝ワン・ケノービ
- キッズ・イン・ザ・ホール
- ジングル・オール・ザ・ウェイ（サイモン）
- チャペルウェイト 呪われた系譜（テイン・ブーン〈イアン・ホー〉）
- Dr.ブレイン（ドユン）
- DOC あすへのカルテ（マッティア）

#### アニメ
- あの夏のルカ
- スター・ウォーズ:ヤング・ジェダイ・アドベンチャー（ジャム）
- スヌーピーシリーズ（ロイ）
- スランバーキンズ（フォックス）
- フェイフェイと月の冒険
- フクロウのエヴァ
- マイティ・エクスプレス（ジェイデン）
  - マイティ・エクスプレス：クリスマスの冒険
- ワンダルーズ（デューイ）

### ボイスオーバー
- ワールド犯罪ミステリー（チュラムツ、アンドリュー）

### WebCM
- KADOKAWA絵本DVD「ふたをぱかっ」（紹介動画）
  - 「べろべろばあ」
- 任天堂 switch　KORG GADGET　WEB CM（出演）
- 阪神国際港湾株式会社 WEBCM「家族でいくならあえて船旅」（ナレーション）